# Айше-султан (дочь Ахмеда III)
Айше́-султа́н (тур. Ayşe Sultan ; 11 октября 1715 или декабрь 1718 — 9 июля 1775) — дочь османского султана Ахмеда III от его наложницы Мусли Кадын-эфенди. Единокровная сестра султанов Мустафы III и Абдул-Хамида I.

## Биография
Айше родилась по разным данным 11 октября 1715 года или в декабре 1718 года в стамбульском дворце Топкапы и была дочерью османского султана Ахмеда III от его наложницы Мусли Кадын-эфенди; у Айше была одна полнородная сестра Зюбейде-султан, а также более пятидесяти единокровных братьев и сестёр, среди которых были два будущих султана Мустафа III и Абдул-Хамид I. Согласно данным Недждета Сакаоглу, Айше носила в семье прозвище Кючюк (от тур. küçük — младшая) для отличия её от дочери султана Мустафы II Айше-султан, носившей прозвище Бююк (от тур. büyük — старшая).
Айше трижды была замужем: с 1727 года — за великими визирем Кундураджизаде Мехмедом-пашой (ум. 1737), от которого родила дочь Рукие, умершую в детстве; с 1740 года — за Гюль Ратыбом Ахмедом-пашой (ум. 8 ноября 1748); с 16 января 1758 года — за Силахтаром Мехмедом-пашой (4 сентября 1710 — сентябрь 1788), от которого родила дочь Рукие (ум. 1789).
Айше умерла 9 июля 1775 года в Стамбуле.